# Караша (казахский род)
Караша (каз. Қараша) — казахский род, по казахскому шежире (родословной), не входит в состав трёх казахских жузов.

## Происхождение
В конце XVIII века Джунгарское ханство потерпело полное поражение от маньчжурского войска (маньчжурской империей Цин), что послужило часть джунгарского народа (ойратов) возглавляемое джунгарским батыром Гураншид-Доржи искать убежище на казахских землях. Прибывшие стали селиться рядом с казахскими племенами/родами на территории нынешней Туркестанской области Республики Казахстан. В результате долгого и совместного сосуществования с проживающими на этих территориях местными казахскими племенами/родами они вошли в состав казахского народа. В честь батыра Караша (Гураншид-Доржи) стали называться отдельным племенем «Караша» .
Джунгарское ханство было полностью уничтожено. Из народа, численность которого составляла не менее 600 тысяч человек, выжило около 10-30 %. Из них один сборный улус — около десяти тысяч кибиток (семей)  зюнгаров, дербетов, хойтов под руководством нойона Шеаренга с тяжёлыми боями пробился и вышел на Волгу в Калмыцкое ханство. Остатки некоторых улусов джунгар пробились в Афганистан, Бадахшан, Бухару, были приняты на военную службу тамошними правителями и впоследствии приняли ислам.

## Расселение
Представители племени Караша преимущественно проживают на территории Акмече́ть (каз. Ақмешіт), Туркестанской области Республики Казахстан и Ташкентской области Республики Узбекистан.

## Состав подрода, тамга, уран и численность
| Не входит в состав трёх казахских жузов | Не входит в состав трёх казахских жузов | Не входит в состав трёх казахских жузов | Не входит в состав трёх казахских жузов | Не входит в состав трёх казахских жузов |
| Род (племя)                             | Подрод                                  | Тамга (родовой знак)                    | Уран (родовой клич)                     | Численность рода                        |
| --------------------------------------- | --------------------------------------- | --------------------------------------- | --------------------------------------- | --------------------------------------- |
| Караша                                  | Караша                                  | О І О Коз                               | Карашык                                 | ≈ 3 200 человек                         |

## ДНК
Большинство, а именно 70% казахских Караша имеют гаплогруппу C2 .

## Известные представители
1. Батыр Караша (Гураншид Доржи).